# موانزا

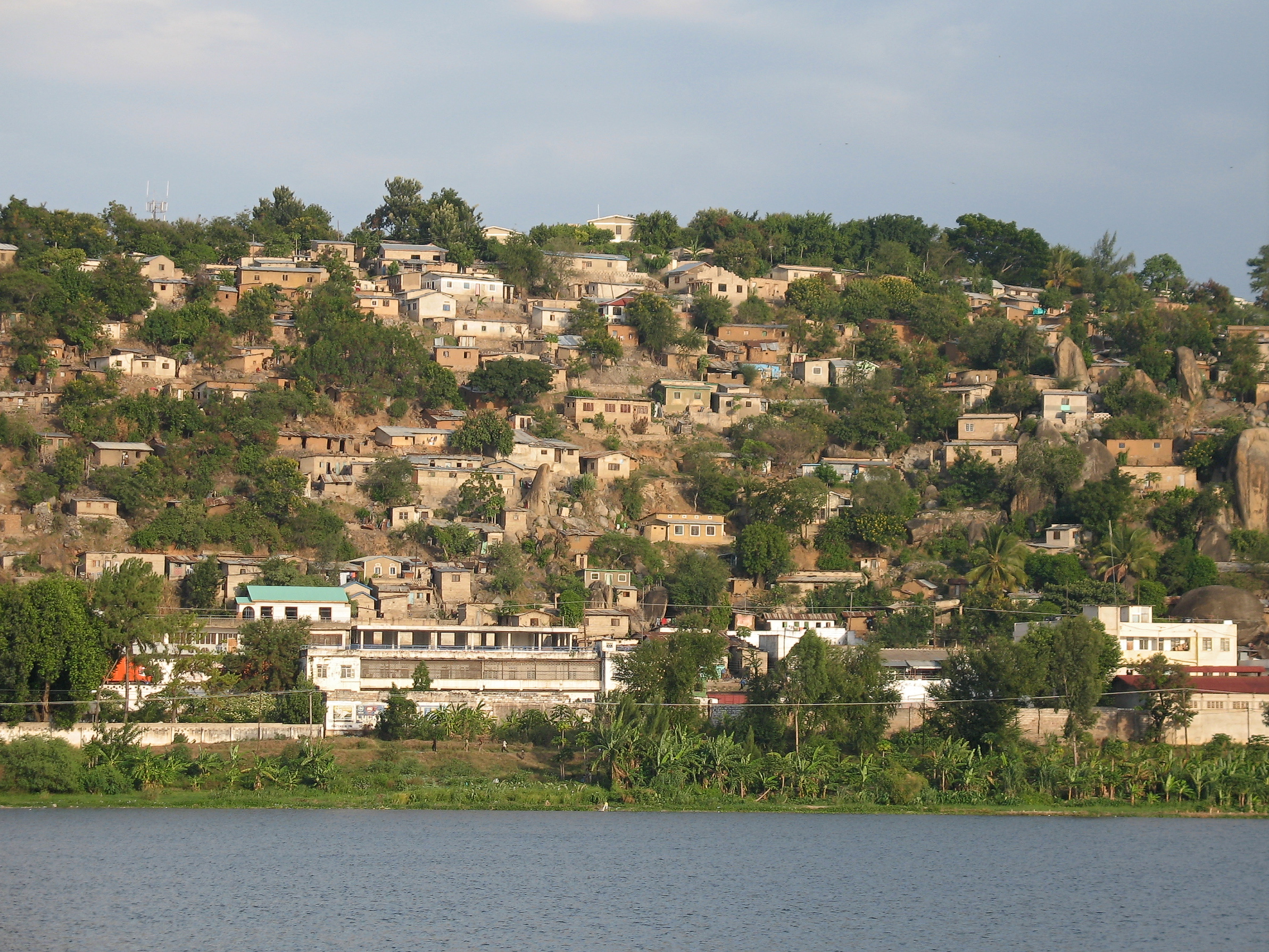
جانب من مدينة موانزا

موانزا هي ثاني أكبر مدن تنزانيا وعاصمة إقليم موانزا تقع في أقصى شمال البلاد على ساحل بحيرة فيكتوريا، إحدى البحيرات العظمى الأفريقية.

## التاريخ
قبل المرحلة اللاستعمارية لتنزانيا، خضعت منطقة موانزا إلى حكم العديد من الممالك الإفريقية، منها إمبراطورية سوكوما، كيريوي، كارا، وزينزا. باستعمار الألمان لتنجانيقا، أصبحت منطقة موانزا ضمن هذه المستعمرة، لكن بعد الحرب العالمية الأولى، خضعت المنطقة للحكم، والحماية من قبل الأمم المتحدة، وقوات حفظ السلام الدولية.
وأصبحت القيادة البريطانية للمقاطعة التي أنشئت في تنجانيقا ومنطقة موانزا واحدة من المناطق في محافظة البحيرة، أي بحيرة فيكتوريا، في حين أصبحت بيهاراملو، وبوكوبا، وماسوا، وشينيانغا، ووموسوما، وكويمبا مناطق أخرى من الإقليم. إنقسمت المحافظة في وقت لاحق من الحقبة الإستعمارية إلى مقاطعة البحيرة والمنطقة الغربية من ناحية أخرى. بعد الاستقلال، كانت جميع المحافظات تحولت إلى مناطق رسمية. ظلت منطقة موانزا جزء من منطقة بحيرة حتى عام 1963 عندما مُنحت رسميا لقب المنطقة.

## الإثنية
يشكل السوكوما أكبر تجمع لإثني في المدينة، حيث يمثلوا أكثر من 90% من السكان، لكن بعيداً عم السوكوما، هناك الزينزا، والسومبوا، والهايا، والنيامويزي، والجيتا، والكيريوي، وأقليات أخرى عديدة.
دينياً، سكان موانزا يوئمنون بالله، فلديهم معتقدات مختلفة تتراوح بين الممارسات التقليدية للدين الحديثة وهذه تشمل: الهندوسية والإسلام والانجليكانية والكاثوليكية الرومانية والكنيسة الأفريقية الداخلية واللوثرية، مينونايت تنزانيا، معجزة موانزا المسيحي، جمعيات الله، العنصرة الإنجيلية، هندوسية، السبتية إلخ...

## معرض صور

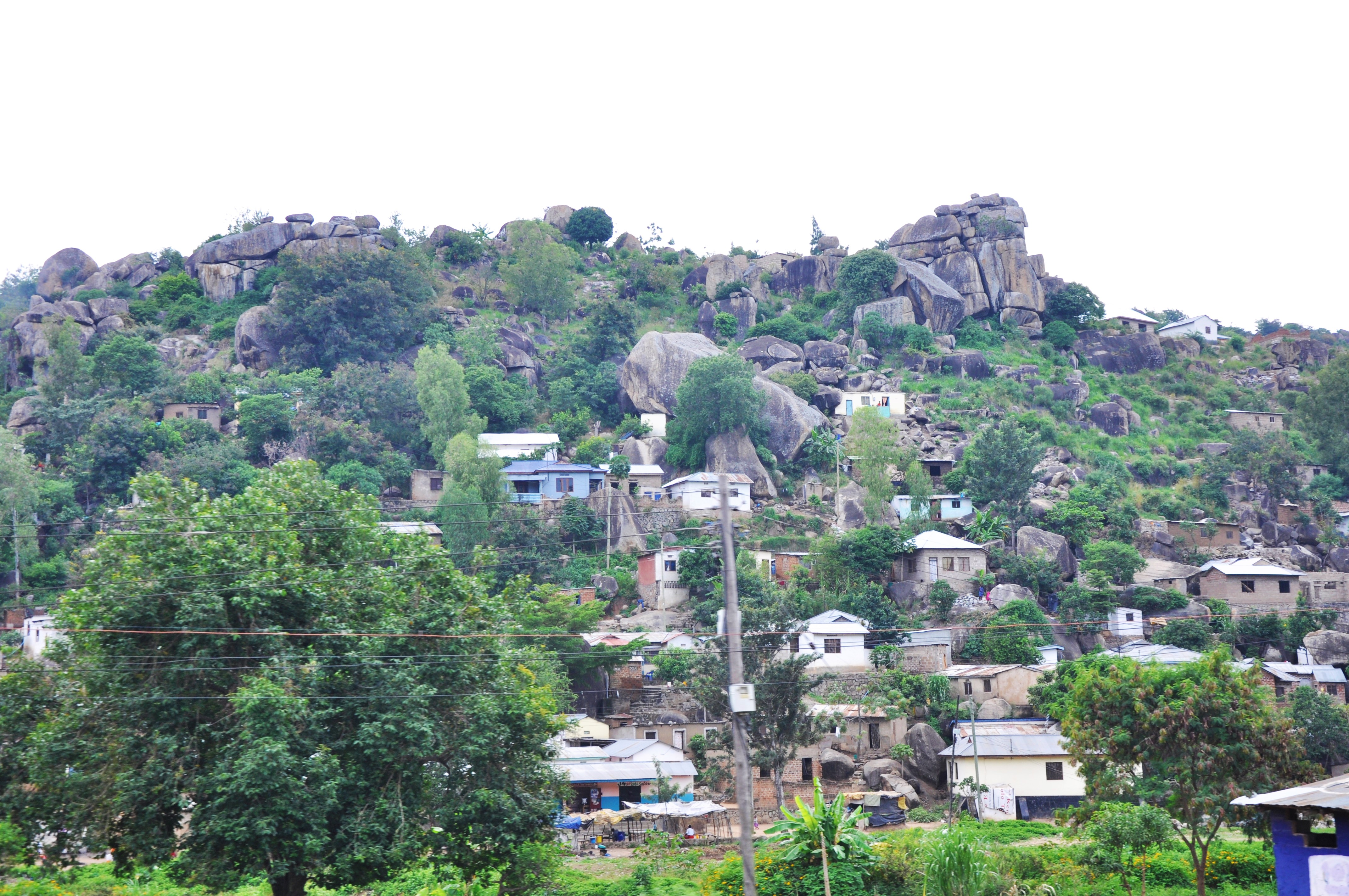
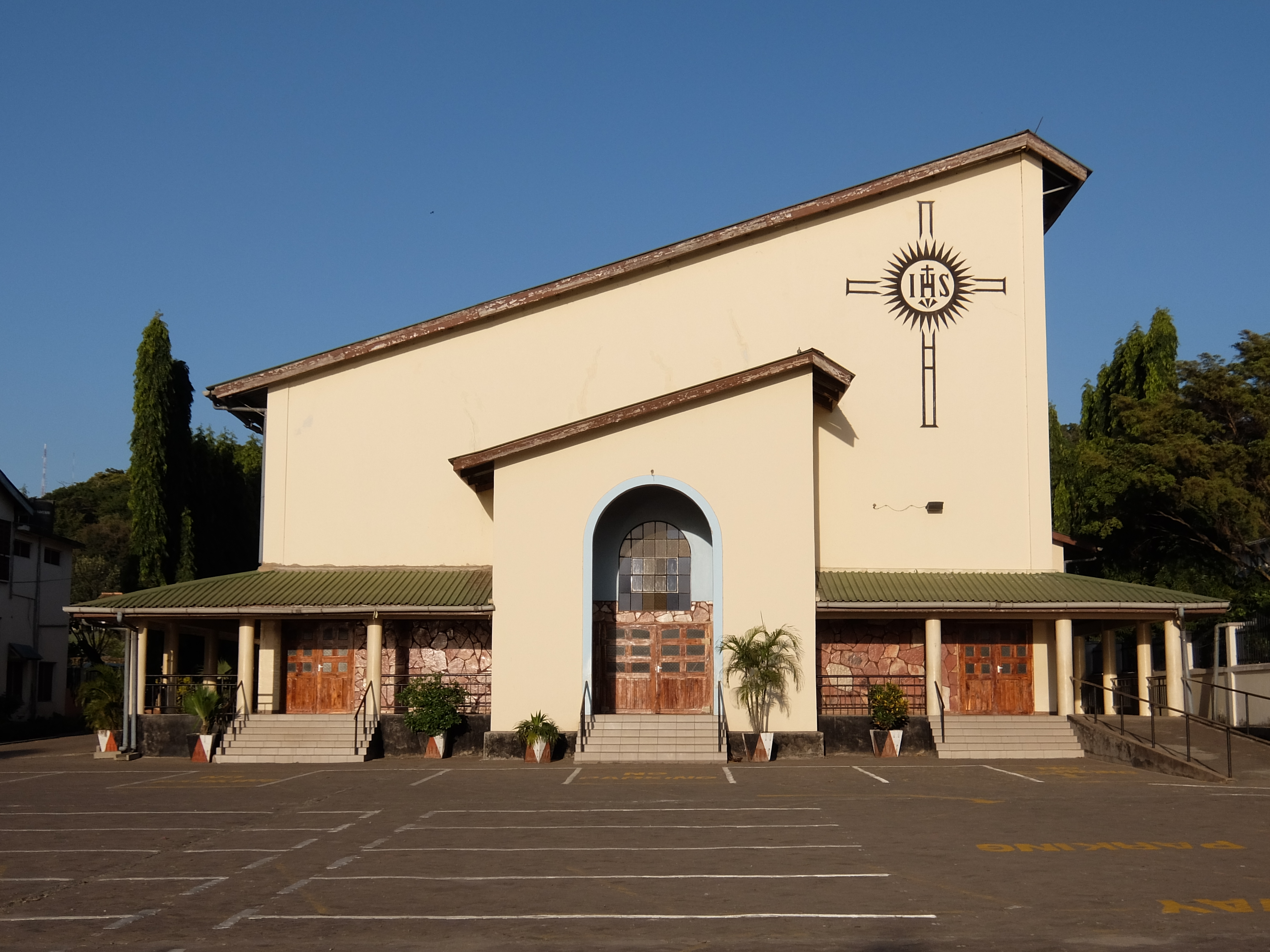
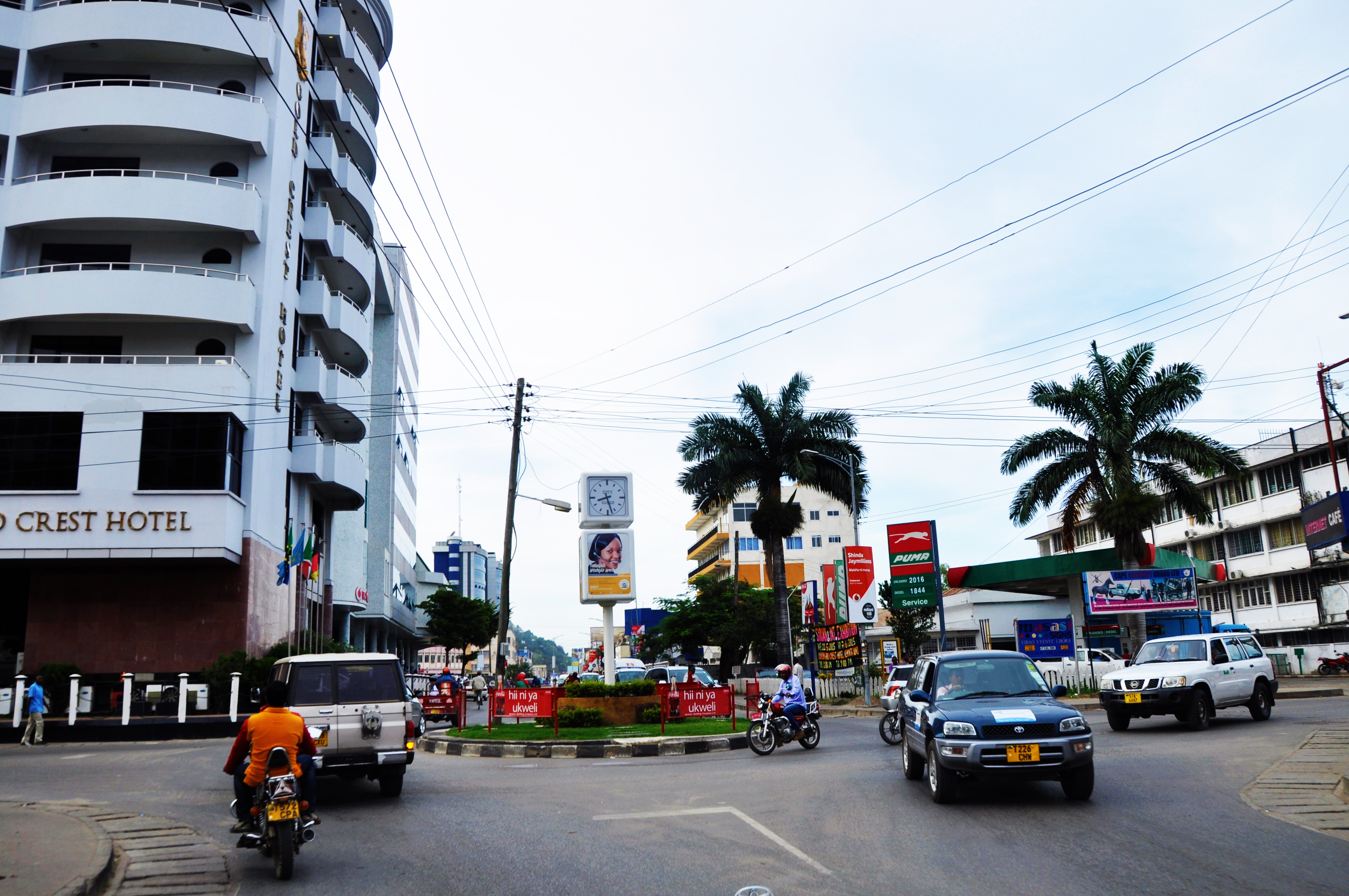
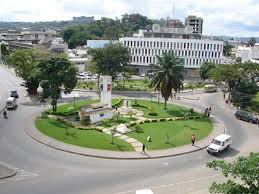
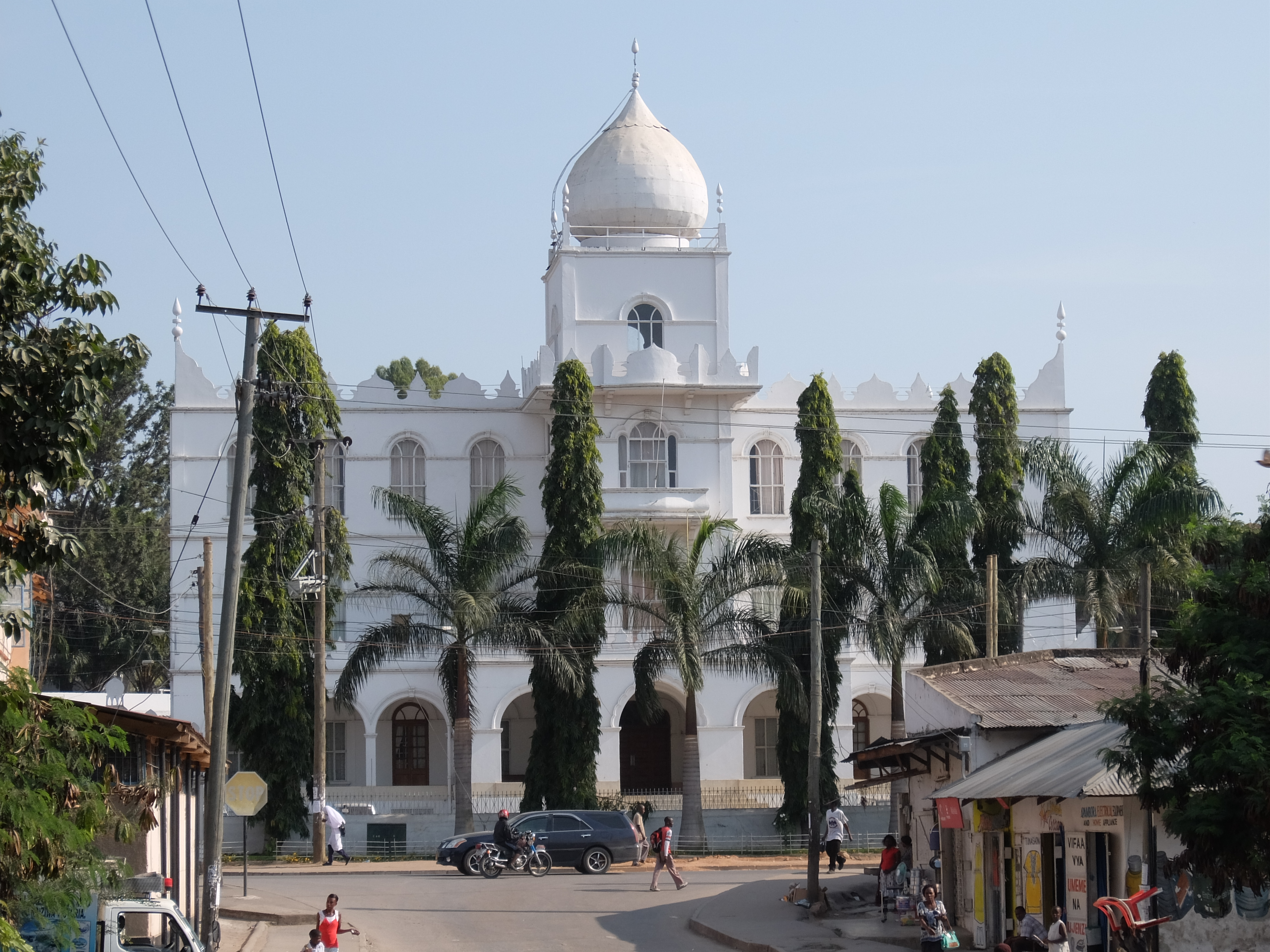

## المدن الشقيقة
| - تامبيري، فنلندا. - فورتسبورغ، ألمانيا. |

## أعلام
- كول جيمس